# Chiesa di San Michele Arcangelo (Aci Sant'Antonio)
La Chiesa di San Michele Arcangelo è una delle tre chiese presenti nel centro storico di Aci Sant'Antonio.
Affacciata sulla centralissima Via Vittorio Emanuele, la Chiesa si inserisce all'interno di un "trittico" completato dalla chiesa madre dedicata a Sant'Antonio Abate e dalla chiesa di San Biagio. La chiesa è sede dell'Arciconfraternita del SS. Sacramento in San Michele (presente nel territorio santantonese sin dal 1500). Tutt'oggi aperta alle funzioni religiose, l'edificio di culto è una meta molto apprezzata dai turisti per via delle tele (attribuite alla scuola del Vasta) e dei ricchi particolari presenti all'interno. All'interno della Chiesa è custodito il simulacro ligneo dell'Arcangelo Michele, risalente al XVI sec. con armatura e fatture di gusto spagnoleggiante.

## Storia e descrizione[2]
L'attuale edificio di culto nasce sulle rovine di un precedente tempietto dedicato sempre all'Arcangelo Michele, lievemente danneggiato nel terremoto del 1624 e completamente distrutto nel terribile terremoto del 1693 (conosciuto come "Terremoto della Val di Noto") che rase al suolo gran parte degli edifici presenti in zona; a tal proposito si cita una fonte scritta presente negli archivi della chiesa «Tutta la città tremò e scosse la terra dalle fondamenta; furono abbattuti, ricorrendo giorno di domenica, i sacri Templi del Signore e cioè quello di S. Antonio Patrono e Titolare, del Beato Arcangelo S. Michele...».

La sua costruzione prese iniziò il 29 settembre 1740 (data in cui venne posta la prima pietra), tutto a spese dell'Arciconfraternita del SS. Sacramento in San Michele, che la custodisce tutt'oggi, e venne completata nel 1753 (come scritto nel portale d'ingresso); successivamente venne completata la facciata e inaugurata il "Die 17 aprilis 1758" (data presente nella parte interna del portale).
L'architettura della chiesa si presenta molto semplice. Sopraelevata rispetto al livello della strada, presenta un ampio sagrato, su cui si erge la torre campanaria (con 4 campane) staccata dalla facciata. All'interno troviamo un'unica navata, scandita da un susseguirsi di archi a tutto sesto, dentro i quali sono incastonati degli altari marmorei, sovrastati dalle tele del Vasta. Sugli archi, a copertura della chiesa, troviamo una serie di finestre (utili fonti di luce, sormontate da lunette) che sorreggono la volta a botte. La chiesa si chiude con un'abside semicircolare, in cui è presente un organo di fattura settecentesca, un coro ligneo e l'altare.
Gli interni sono decorati da colonne quadrate con capitello in stile corinzio, oltre che da artistici stucchi e fregi che la impreziosiscono ulteriormente. Una particolare caratteristica è quella che sull'altare non è presente la cosiddetta "mensa" (in parole povere è il tavolo dove si svolge la consacrazione e tutta la liturgia eucaristica), pertanto la messa viene celebrata usando l'altare tridentino, con il sacerdote disposto di spalle rispetto all'assemblea dei fedeli.
Al di sotto della chiesa sono presenti antichi complessi catacombali, ad oggi non visitabili; ne fa fede, fin dal 1624, il registro dei defunti che si conserva nell'archivio parrocchiale che riporta: «Anno Domini 1624 die 21 marti... Philippus Ardizzoni... santi Antoni Jacis animam suam reddidit... cuius corpus sepultum fuit in oratoriis S. Micaeli Arcangeli...»; Traduzione: L'anno del Signore 1624 il giorno 21 marzo... Filippo Ardizzone... rese la sua anima (al Signore) in Aci Sant'Antonio... il cui corpo è sepolto sotto l'oratorio (=chiesa) di S. Michele Arcangelo).
Nel corso dei secoli l'edificio ha subito vari eventi sismici (l'ultimo è stato quello del 2018), due conflitti mondiali (durante la 2ª guerra mondiale, una miccia incendiaria entrò dal tetto e bruciò il pavimento; tutt'oggi questa traccia è ancora visibile) ed altri eventi naturali, seguiti, immediatamente, da numerosi restauri (a tal proposito si cita quello del 1988 della facciata, del 2016 e 2022 degli interni) che ce la riconsegnano in ottimo stato, grazie anche alla volontà dei Confrati e del Governatore dell'Arciconfraternita. I colori con cui si presenta la chiesa oggi, risalgono al restauro conservativo del 2016 che la riportò all'antico splendore, riconsegnandoci i colori originali.